# Batalla de Beliov
La batalla de Beliov se libró en 1437 cerca de la ciudad rusa de Beliov (en ruso: Белёв) entre las tropas del  Gran Ducado de Moscú, bajo el mando de Dmitri Shemiaka, y los tártaros dirigidos por Ulugh Muhammad. El resultado de la batalla fue la completa derrota del ejército ruso.

## Antecedentes
En 1437, el kan Ulugh Muhammad, que había sido kan de la  Horda de Oro dos veces (1419-1421 y 1428-1433) perdió la lucha por el poder y se vio obligado a huir. Apareció con un pequeño ejército cerca de la ciudad de Beliov,  localizada en el curso alto del río Oká. Inicialmente el gran duque de Moscú Basilio II, que estaba en deuda con Ulugh Muhammad por ayudarle a acceder al trono del Gran Ducado, recibió bastante bien al fugitivo kan y le permitió asentarse con sus nómadas en las cercanías de Beliov. Hay pruebas de que Basilio II y Ulugh Muhammad celebraron algún tipo de tratado, prometiendo no cometer acciones hostiles uno contra el otro. Sin embargo, después de que la posición de Ulugh Muhammad se hubiese fortalecido, este comenzó a saquear con sus incursiones: «arrasaba tierras extranjeras, como un águila, volando lejos de su nido en busca de comida». Esto causó preocupación en los círculos internos del Principado de Moscú, que presionaron a Basilio II, por lo que este se decidió a expulsar a Ulugh Muhammad de Beliov. Es interesante notar que en ese momento el Gran Duque de Lituania era formalmente el soberano de Beliov, como de otros principados en el curso alto del Oká (Upper Oka Principalities), pero también conservaban sus lazos con Moscú.

## Campaña de 1437
Basilio  II envió a Beliov un ejército bajo el mando de sus primos Dmitri Shemiaka y Dmitry Krasny, que también fueron sus rivales en  la lucha por el trono del Gran Ducado, y «muchos otros príncipes». Fuentes rusas estiman que el ejército enviado a Beliov era muy numeroso. En el camino el ejército robó a la población local (según la crónica del Gran Duque), no solo para alimentarse, sino que también enviaron el botín a casa.
Para pasar el invierno cerca de Beliov, Ulugh Muhammad construyó cerca de la ciudad una especie de fortificación:

ostrog - las paredes de mimbre se cubrieron de nieve y se regaron. Después de que el agua se congelara, se formó una fuerte "fortaleza de hielo". La fortificación estaba bien situada: desde el oeste y el sur los accesos estaban protegidos por un profundo barranco, a lo largo del cual fluía el río Beliovka, y desde el este estaba la escarpada orilla del río Oka. La aproximación suave era solo desde el Norte, y en el punto más estrecho el pasaje no tenía más de 100 m de ancho.

## La batalla
El 4 de diciembre las fuerzas rusas atacaron a los tártaros y los condujeron a la fortaleza de hielo, pero fueron derrotados tratando de tomarla de inmediato. Los príncipes Piotr Kuzminski y Semión Volynets, que irrumpieron en la fortificación tras la retirada de los tártaros, fueron asesinados. Según la crónica rusa, las pérdidas de los tártaros también fueron cuantiosas, incluso el yerno de Ulug Mohammed falleció allí.
En lugar de prepararse para un asalto coordinado, los comandantes rusos entablaron negociaciones y descuidaron la vigilancia. En algunas crónicas, la principal culpa se atribuye a Grigori Protasiev, voivoda de Mtsensk, quien supuestamente se puso del lado de Ulug Mohammed y «cometió una traición». Protasiev informó que el gran duque deseaba concluir la paz y no ordenó «luchar con el zar». En ese momento, el Gran Ducado de Moscú reconoció su sumisión a los tártaros y llamó al kan de la Horda de Oro el «zar» (es decir, el gobernante supremo). Durante las negociaciones de la mañana del 5 de diciembre, Ulu-Mohammed se negó a pagarle ningún tributo y prometió no atacar a los principados rusos, y ofreció a su hijo como rehén. A cambio, Ulu-Mohammad pidió que sólo se le permitiera permanecer cerca de Beliov hasta la primavera. Sin embargo, los voivodas Vasili Sobakin y Andréi Goltiaev, que dirigían las negociaciones, rechazaron esta propuesta. Entonces Ulug Mohammed, que se encontraba en una situación desesperada, dirigió personalmente el ataque al ejército ruso. Aprovechando la «gran niebla» los tártaros hicieron el movimiento de giro y atacaron por la retaguardia de las tropas rusas no preparadas. Hubo pánico y huida total, y así Ulug Mohammed obtuvo una victoria completa.

## Consecuencias
Después de la derrota en Beliov, Basilio  II, junto con Dmitri Shemyaka y Dmitri Krasny, firmó un tratado con Borís Aleksándrovich, gran príncipe de Tver, en el que se preveía, en particular, la ayuda mutua en caso de invasión por el kan u otros tártaros. A cambio, Basilio  y sus primos prometieron no aceptar la ciudad de Tver y Kashin de los tártaros.
Ulugh Muhammad después de la victoria en Beliov capturó la desolada ciudad de Kazán, se fortaleció y fundó el Kanato de Kazán. Pronto comenzó las guerras ruso-kazanesas contra Moscovia.